# Ucraina la Jocurile Europene din 2015
Ucraina participă la Jocurile Europene din 2015 la Baku în Azerbaijan în perioada 12-28 iunie cu o delegație de 243 de sportivi care concură la toate sporturile, cu excepția atletismului.

## Medaliați
| Medalie | Nume                                | Sport           | Probă                                    | Dată     |
| ------- | ----------------------------------- | --------------- | ---------------------------------------- | -------- |
| 1       | Alina Stadnik                       | Lupte           | lupte feminine 69 de kg                  | 15 iunie |
| 1       | Oleh Verneaiev                      | Gimnastică      | gimnastică artistică – individual compus | 18 iunie |
| 1       | Oleh Verneaiev                      | Gimnastică      | gimnastică artistică – sărituri          | 20 iunie |
| 1       | echipa                              | Tir cu arcul    | echipe masculin                          | 18 iunie |
| 2       | Dimitrii Timcenko                   | Lupte           | lupte greco-romane 98 de kg              | 13 iunie |
| 2       | Jan Beleniuk                        | Lupte           | lupte greco-romane 85 de kg              | 13 iunie |
| 2       | Tatiana Lavrenciuk                  | Lupte           | lupte feminine 58 de kg                  | 15 iunie |
| 2       | Iuliia Tkaci                        | Lupte           | lupte feminine 63 de kg                  | 16 iunie |
| 2       | Anna Solovei                        | Ciclism         | șosea feminin                            | 18 iunie |
| 2       | Echipa                              | Gimnastică      | gimnastică artistică – echipe masculin   | 14 iunie |
| 3       | Dmîtro Pîșkov                       | Lupte           | lupte greco-romane 75 de kg              | 14 iunie |
| 3       | Iana Nariejna Elizaveta Iahno       | Înot sincron    | duo                                      | 15 iunie |
| 3       | echipa                              | Înot sincron    | echipe                                   | 15 iunie |
| 3       | Mariia Povh Anastasiia Todorova     | Canoe sprint    | K2-200m                                  | 15 iunie |
| 3       | Lidiia Sicenikova Heorhii Ivanîțkîi | Tir cu arcul    | echipe mixt                              | 17 iunie |
| 3       | echipa                              | Tir cu arcul    | echipe feminin                           | 18 iunie |
| 3       | Valerii Andriițev                   | Lupte           | lupte libere 97 de kg                    | 18 iunie |
| 3       | Vasîl Șuptar                        | Lupte           | lupte libere 61 de kg                    | 18 iunie |
| 3       | echipa                              | Înot sincron    | liber combinat                           | 18 iunie |
| 3       | Diana Șelestiuk                     | Sărituri pe apă | trambulina 1 m                           | 19 iunie |
| 3       | Diana Șelestiuk Djusova Mahrarîta   | Sărituri pe apă | sincron trambulină 3 m                   | 20 iunie |
| 3       | Lei Kou                             | Tenis de masă   | masculin individual                      | 19 iunie |

Actualizat pe 20 iunie 2015.

## Legături externe
- Tabloul medaliilor pentru Ucraina Arhivat în 20 iunie 2015, la Wayback Machine. pe site-ul oficial